# Oncocnemis atricollaris
Oncocnemis atricollaris är en fjärilsart som beskrevs av Harvey 1874. Oncocnemis atricollaris ingår i släktet Oncocnemis och familjen nattflyn. Inga underarter finns listade i Catalogue of Life.